# 레드강 (미국 남부)

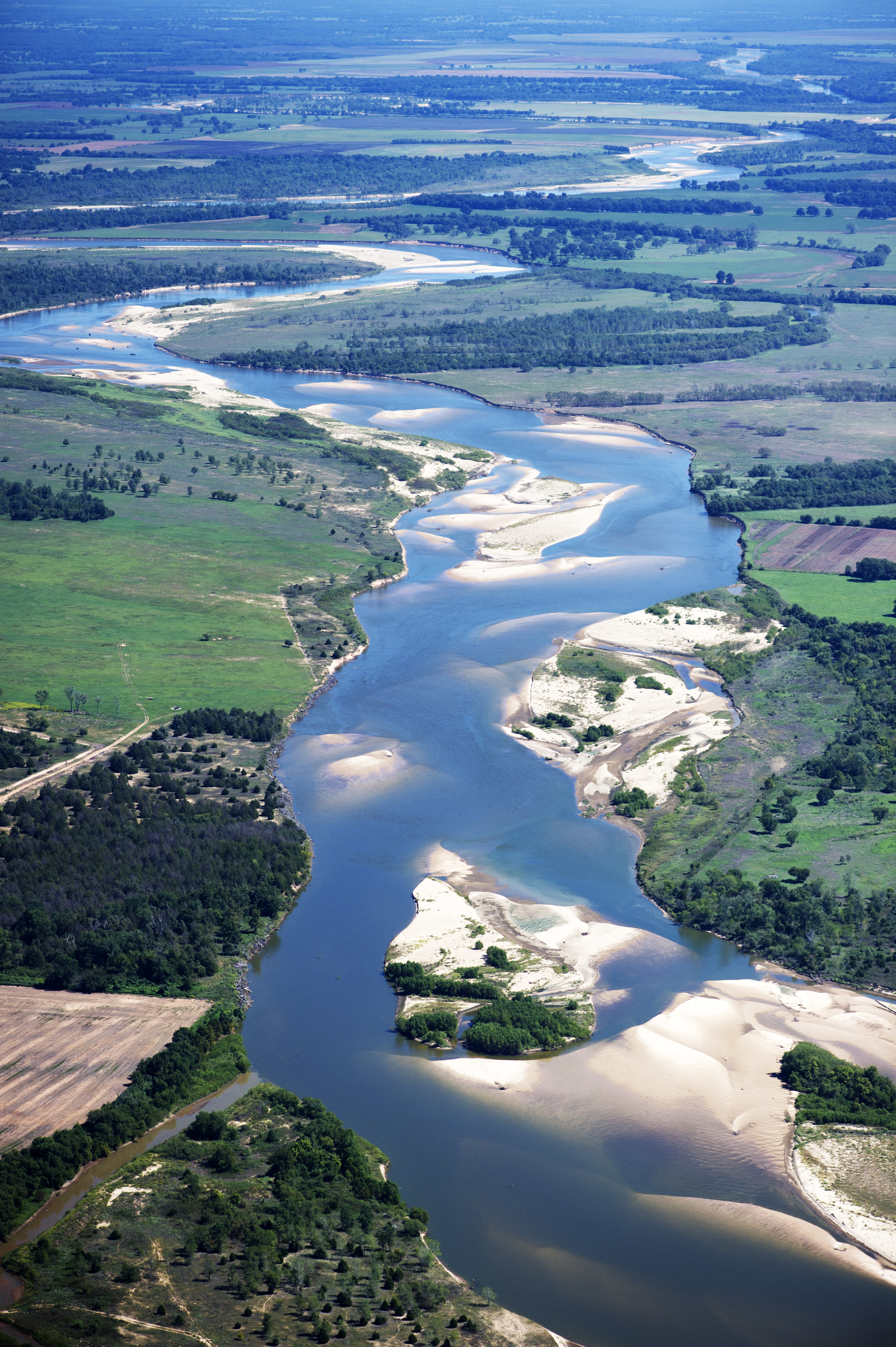
레드강의 모습

레드강 또는 남부의 레드강(Red River of the South)은 아차팔라야강의 수량 일부를 공급하는 강이다.
원래 아차팔라야강과 하나의 강이었다가 미시시피강이 ㄷ자형태로 유로를 바꾸면서 미시시피강의 지류가 되고, 아차팔라야강은 미시시피강의 분류가 되었다. 이후 배가 우회하는 것을 막기 위해 미시시피강을 직강화 하면서 아차팔라야강의 수원중 하나로 남아있다.
미국 북부와 캐나다에 걸쳐 흐르는 동명의 강과 구분하기 위해 "남부의 레드강"이라고 지칭하기도 한다.

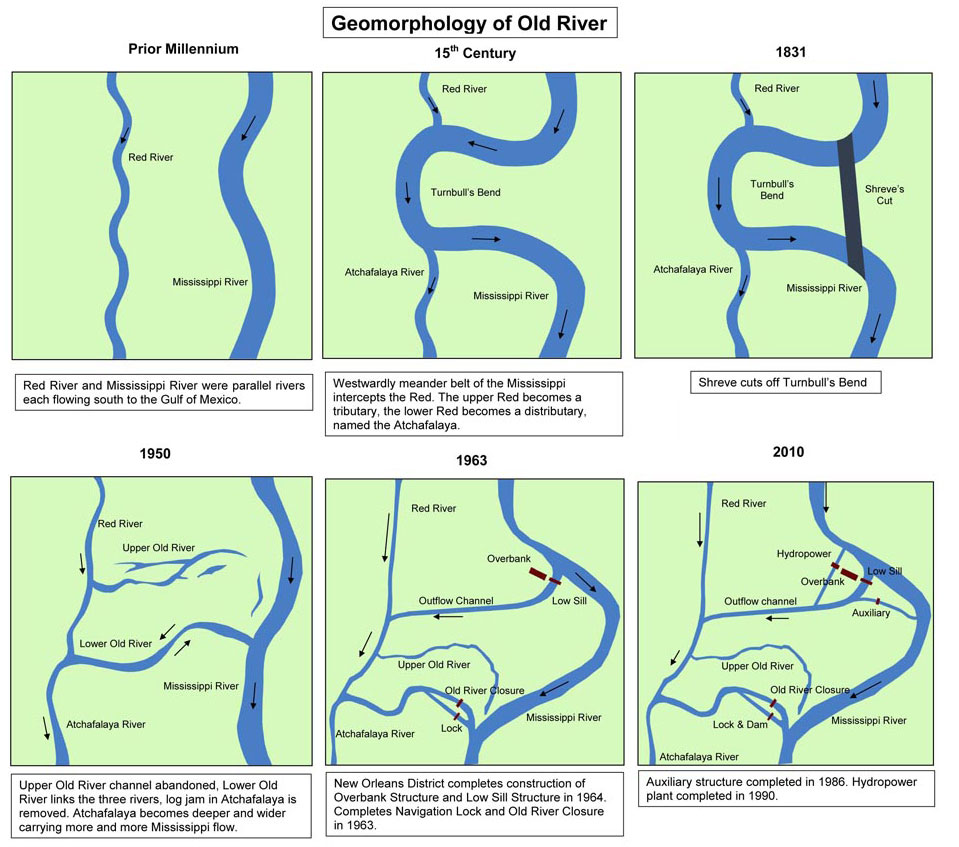
Formation of the Atchafalaya River and construction of the Old River Control Structure.

## 같이 보기
- 애덤스-오니스 조약